# Da capo
En música, da capo és un terme italià que significa «a partir del principi» i s'acostuma a abreujar com D.C. Indica que s'ha de tocar de nou la música a partir del principi de la partitura. Pot aparèixer amb alguns termes complementaris, com:
- da capo al fine (D.C. al fine): cal repetir des del començament i fins a la paraula fine.
- da capo al coda (D.C. al coda): cal repetir des del començament fins a un punt determinat i llavors tocar la coda.